# Schweizerische Astronomische Gesellschaft

Logo der SAG

Die Schweizerische Astronomische Gesellschaft (SAG-SAS) ist der nationale Dachverband der regionalen astronomischen Gesellschaften und Vereinigungen sowie der überregional organisierten Fachgruppen. Sie ist eine Vereinigung im Sinne von Art. 60 ff. des Schweizerischen ZGB mit Sitz in Schaffhausen. Ihr gehören heute knapp 30 regionale Gesellschaften und Vereinen (SAG Sektionen) mit insgesamt rund 2300 Mitgliedern an.
Die Sprachen der SAG sind die vier schweizerischen Landessprachen und Englisch. Neben Deutsch werden daher auch die folgenden Fassungen im Titel verwendet: Société Astronomique de Suisse (SAS) – Società Astronomica Svizzera (SAS) – Societad Astronomica Svizra (SAS) – Swiss Astronomical Society (SAS).
Seit 1943 gibt die SAG die Zeitschrift Orion heraus, zurzeit mit einer Auflage von 1500 Exemplaren bei 4 Ausgaben pro Jahr.

## Ziele
Die SAG wurde 1938 in Bern gegründet mit dem Ziel, "freundschaftliche und wissenschaftliche Beziehungen unter den Amateurastronomen aller Berufs- und Altersgruppen zu schaffen." Dazu gehört der Informationsaustausch mit Kollegen und der interessierten Öffentlichkeit. Daher widmet sich die SAG "der Verbreitung von Kenntnissen über Astronomie und verwandte Wissensgebiete und fördert die Beobachtungstätigkeit ihrer Mitglieder". Heute konzentrieren sich die Ziele der SAG vor allem auf folgende Punkte:
- Überregionale Koordination und Interessenvertretung
- Kontakte zu den Vereinen und Sektionen
- sowie zu öffentlichen Sternwarten und Planetarien, fachlich relevanten Schulen und Privatsternwarten.
- Publikationen
- Organisation von astronomischen Fachgruppen

## Publikationen
- Die SAG gibt die Zeitschrift Orion heraus, die alle 3 Monate erscheint.
- Auf der Webseite der SAG werden regelmässige News zu Astronomie und Raumfahrt veröffentlicht sowie die Protokolle der jährlichen Delegiertenversammlungen und Herbsttagung hinterlegt.
- Die SAG-Lesemappe ist ein Angebot für Mitglieder und besteht aus einem Zirkular aus diversen astronomischen Zeitschriften.

## Fachgruppen
Aktuell sind 12 Fachgruppen der SAG aktiv:
- Fachgruppe Sternwarten | AOAS:[7] Immer häufiger werden bestimmte astronomische Beobachtungen und wertvolle wissenschaftliche Aufzeichnungen von engagierten Amateurastronomen vorgenommen. In Abhängigkeit eigener Interessen sowie des zur Verfügung stehenden Equipments in Sternwarten und Beobachtungsstationen haben sich die Amateure auf bestimmte Tätigkeitsgebiete spezialisiert und darin hohe Kompetenzen erworben. Die Mitglieder der Fachgruppe Sternwarten teilen ihre Erfahrungen und zeigen auf, mit welchem Equipment die einzelnen Tätigkeitsgebiete bedient werden können.

- Fachgruppe Astrospektroskopie | ASAS:[8] Die Mitglieder der Fachgruppe Astrospektroskopie beschäftigen sich mit der Beobachtung, Aufzeichnung und Analyse der Spektren von Sternen und weiteren astronomischen Objekten. Bei der Untersuchung von weit entfernten Sternen stellt deren Licht die einzige Informationsquelle dar. Daraus lassen sich höchst präzise und aufschlussreiche Erkenntnisse über Alter, Zusammensetzung und Zustand der Sterne gewinnen.

- Fachgruppe Astrofotografie | FAF:[9] Die Mitglieder der Fachgruppe Astrofotografie beschäftigen sich mit der Abbildung von Himmelsdurchmusterungen [DSO = Deep Sky Object]. Astronomische Objekte, die für das menschliche Auge meist unsichtbar sind, werden in Form von Linearen aufnahmen dem Pre- und Postprocessing [Bildbearbeitungstechniken] zur Sichtbarmachung und Visualisierung zugeführt. Die Mitglieder der FAF treffen sich alle zwei Monate zu einer Videokonferenz, bei der Vorträge über Technik, Methoden und Hard- und Softwareneuheiten – Probleme und Lösungen – gehalten werden. Zu diesem Zweck stellt die FAF ihren Mitgliedern das Archiv https://tv.astronomie.ch zur Verfügung, in dem alle Vorträge enthalten sind.

- Fachgruppe Astronomie-Geschichte | FGAG:[10] In vielen astronomischen Sektionen der SAG befinden sich Mitglieder, die ein besonderes Interesse an der Geschichte der Astronomie haben oder diesbezüglich sogar über Spezialwissen verfügen. Es gilt, diese Personen zu eruieren und für sie einen sektionsübergreifenden Rahmen, wie z. B. die Webseite www.astronomiegeschichte.ch, zu bieten.

- Fachgruppe Planetarium | FGP[11] Die Mitglieder der Fachgruppe Planetarien beschäftigen sich mit der Planung, Programmierung und Durchführung von Veranstaltungen für das öffentliche Publikum. Die anschauliche Simulation vergangener, gegenwärtiger und zukünftiger Konstellationen und Ereignisse fördert die Vermittlung astronomischer Zusammenhänge in der breiten Bevölkerung.

- Fachgruppe Computer-Astronomie | FGCA[12] Diese Webseite enthält Links zu nützlichen Informationen oder zum Download von bewährten Software-Tools. Sie sollen insbesondere den Amateurastronomen Lösungen und Antworten zu astronomischen Problem- und Fragestellungen bieten.

- Fachgruppe Meteorastronomie | FMA:[13] Die Mitglieder der Fachgruppe Meteorastronomie beschäftigen sich mit den Meteoroiden, die bei der Kollision mit der Erdatmosphäre eine Leuchtspur (Meteor) generieren. Die Messung von Zeitpunkt, Richtung, Geschwindigkeit und Helligkeit der Leuchtspur erlaubt die Zuordnung zu einem Meteorstrom und somit (meist) zum Mutterkörper dieser Meteoroide. Die zahlreichen automatisch arbeitenden Kameras überwachen permanent den Nachthimmel und bilden das Schweizerische Meteornetzwerk.

- Fachgruppe Kleinplaneten | MPOS:[14] Die Mitglieder der Fachgruppe Kleinplaneten beschäftigen sich mit der Suche und Aufzeichnung von Kleinkörpern wie Asteroiden, Kometen und Zwergplaneten. Die regelmässige Positions- und Helligkeitsbestimmung dieser Körper ermöglicht die Anpassung ihrer orbitalen Elemente und erlaubt grundsätzliche physikalische Aussagen über Rotationsperiode, Reflexionsvermögen etc.

- Fachgruppe Radioastronomie | RAAS:[15] Die Mitglieder der Fachgruppe Radioastronomie beschäftigen sich mit der Beobachtung, Aufzeichnung und Analyse des Radiospektrums der Sonne und anderer astronomischer Objekte. Das Radiospektrum stellt die Fortsetzung des sichtbaren elektromagnetischen Spektrums dar, bedient sich jedoch eines grundlegend anderen Instrumentariums. Beide Spektralbereiche zusammen ergänzen sich in idealer Weise.

- Fachgruppe Sonnenbeobachtung | RWG:[16] Die Mitglieder beobachten möglichst einmal pro Tag die Oberfläche der Sonne im Weisslicht und erfassen die Anzahl, die Gruppierung und den Entwicklungsstand aller sichtbaren Sonnenflecken. Anhand dieser Daten wird die sog. Sonnenfleckenrelativzahl ermittelt, ein Mass für die Aktivität der Sonne.

- Fachgruppe Sternbedeckungen | SOTAS[17]  Die Mitglieder der Fachgruppe Sternbedeckungen beschäftigen sich mit der Beobachtung und Aufzeichnung von Sternen, die von astronomischen Körpern wie Asteroiden, Monden und Planeten kurzzeitig bedeckt werden. Das Ziel ihrer Arbeit besteht in der präzisen Bestimmung des Zeitpunktes des Verschwindens und Wiedererscheinens des Lichts eines verdeckten Sterns. Die präzise Kenntnis von Zeitpunkt und Beobachtungsort eines Bedeckungsereignisses erlaubt dabei erstens die Anpassung der Orbitalelemente des verdeckenden Körpers, zweitens die Erkennung von Doppel-Körpern und begleitenden Satelliten und drittens die Bestimmung von Grösse und Form des verdeckenden Körpers.

- Fachgruppe Veränderliche | VSOS:[18] Die Mitglieder der Fachgruppe Veränderliche beschäftigen sich mit der Beobachtung, Aufzeichnung und Analyse von Sternen mit variabler Helligkeit. Die Beobachtung von veränderlichen Sternen liefert viele Informationen über den Zustand eines Sterns, wie z. B. Masse, Durchmesser, Temperatur, innerer und äusserer Aufbau sowie über dessen Zusammensetzung, Distanz und Entwicklungsstadium. Mit den zur Anwendung gelangenden Techniken werden zudem extrasolare Planeten entdeckt oder bestätigt.

## Sektionen
Liste der Sektion "Astronomische Vereinigungen und Gesellschaften"
| SAG-Nr. | Region            | Kürzel   | Bezeichnung                                         | Verein      |
| ------- | ----------------- | -------- | --------------------------------------------------- | ----------- |
| SAG-01  | Aarau             | AVA      | Astronomische Vereinigung Aarau                     | Detailseite |
| SAG-04  | Basel             | AVB      | Astronomischer Verein Basel                         | Detailseite |
| SAG-40  | Belp              | RWG      | Rudolf Wolf Gesellschaft                            | Detailseite |
| SAG-05  | Bern              | AGB      | Astronomische Gesellschaft Bern                     | Detailseite |
| SAG-44  | Berner Oberland   | AVBeO    | Astronomische Vereinigung Berner Oberland           | Detailseite |
| SAG-46  | Berner Oberland   | SIRIUS   | Stiftung Sternwarte Planetarium SIRIUS              | Detailseite |
| SAG-43  | Engadin           | viadalat | Sternwarte viadalat                                 | Detailseite |
| SAG-35  | Ependes           | AAOE     | Association des Ami(e)s de l’Observatoire d’Ependes | Detailseite |
| SAG-48  | Frauenfeld        | OF       | Sternwarte Oberherten                               | Detailseite |
| SAG-06  | Genève            | SAG      | Société Astronomique de Genève                      | Detailseite |
| SAG-07  | Glarus            | AGG      | Astronomische Gruppe Glarus                         | Detailseite |
| SAG-28  | Graubünden        | AGG      | Astronomische Gesellschaft Graubünden               | Detailseite |
| SAG-08  | Kreuzlingen       | AVK      | Astronomische Vereinigung Kreuzlingen               | Detailseite |
| SAG-10  | Luzern            | AGL      | Astronomische Gesellschaft Luzern                   | Detailseite |
| SAG-29  | Oberwallis        | AGO      | Astronomische Gesellschaft Oberwallis               | Detailseite |
| SAG-36  | Rümlang           | SR       | Sternwarte Rümlang                                  | Detailseite |
| SAG-13  | Schaffhausen      | NGSH     | Naturforschende Gesellschaft Schaffhausen           | Detailseite |
| SAG-14  | Solothurn         | AGSOL    | Astronomische Gesellschaft Solothurn                | Detailseite |
| SAG-12  | St. Gallen        | AVSG     | Astronomische Vereinigung St. Gallen                | Detailseite |
| SAG-15  | Ticino            | SAT      | Società Astronomica Ticinese                        | Detailseite |
| SAG-33  | Toggenburg        | AVT      | Astronomische Vereinigung Toggenburg                | Detailseite |
| SAG-34  | Valais            | SAVAR    | Société d’Astronomie du Valais Romand               | Detailseite |
| SAG-02  | Vaud              | SAHL     | Société d’Astronomie du Haut-Léman                  | Detailseite |
| SAG-16  | Winterthur        | AGW      | Astronomische Gesellschaft Winterthur               | Detailseite |
| SAG-20  | Zug               | AGZ      | Astronomische Gesellschaft Zug                      | Detailseite |
| SAG-19  | Zürcher Oberland  | AGZO     | Astronomische Gesellschaft Zürcher Oberland         | Detailseite |
| SAG-22  | Zürcher Unterland | AGZU     | Astronomische Gesellschaft Zürcher Unterland        | Detailseite |
| SAG-42  | Zürich            | AGUZ     | Astronomische Gesellschaft Urania Zürich            | Detailseite |
| SAG-49  | Luzern            | PlaniVHS | Planetarium Verkehrshaus Luzern                     | Detailseite |

## Jugendgruppen
Das Programm zur Förderung von Jugendgruppen fokussiert sich primär auf Kinder und Jugendliche sowie auf die Betreuerinnen und Betreuer von Sternwartenführungen, Jugendgruppen und Jugendkursen.
| Nr. | Region     | Bezeichnung                 | Info's      |
| --- | ---------- | --------------------------- | ----------- |
| 01. | Aarau      | Jugendgruppe AVA            | Detailseite |
| 02. | Basel      | Jugendgruppe AVB            | Detailseite |
| 03. | Bern       | Jugendgruppe AGB            | Detailseite |
| 04. | Bern       | Jugendgruppe SIRIUS         | Detailseite |
| 05. | Bülach     | Jugendgruppe AGZU Bülach    | Detailseite |
| 06. | Glarus     | Jugendgruppe AJGL           | Detailseite |
| 07. | Graubünden | Jugendgruppe AGG Graubünden | Detailseite |
| 08. | Graubünden | Jugendgruppe viadalat       | Detailseite |
| 09. | Luzern     | Jugendgruppe AJGL           | Detailseite |